# Eremarida xerophila
Eremarida xerophila — викопний вид горобцеподібних птахів родини жайворонкових (Alaudidae), що існував у пізньому міоцені в Європі. Рештки птаха знайдені у селі Храбирсько на заході Болгарії.